# Carlos Eugenio de Wurtemberg

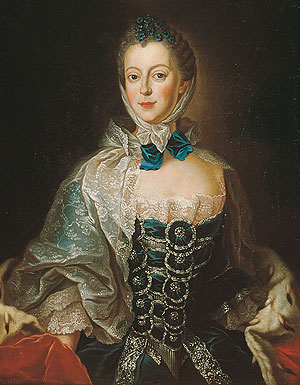
Isabel Federica Sofía de Brandeburgo-Bayreuth, su primera esposa y sobrina de Federico II de Prusia, el Grande.

Carlos Eugenio de Wurtemberg (en alemán, Karl Eugen von Württemberg; Bruselas, 11 de febrero de 1728 - Hohenheim, 24 de octubre de 1793) fue duque de Wurtemberg desde 1737 hasta 1793.

## Infancia
Carlos Eugenio era el hijo mayor del duque Carlos Alejandro de Wurtemberg y de su esposa, María Augusta de Thurn y Taxis. Sucedió a su padre cuando solo tenía 9 años de edad. Estuvo bajo la tutela de dos duques hasta alcanzar la mayoría de edad. Fue educado en la corte del rey Federico II el Grande de Prusia en Berlín para mantenerlo alejado de la influencia de los Habsburgo. Cuando cumplió 16 años fue declarado mayor de edad.

## Reinado
Su regencia coincidió con el apogeo del absolutismo y su corte era una de las más esplendorosas de Europa, lo que causó que Carlos Eugenio llevara a Wurtemberg al borde de la ruina. Contrataba a los mejores artistas y mandó construir varios palacios (Palacio Nuevo de Stuttgart, Palacio Solitude, Palacio de Hohenheim).
Con los años se ocupó cada vez más de la agricultura y la pedagogía. El mismo se titulaba Rector perpetuus de la universidad de Tubinga y actuaba como tal. En 1770 fundó la Hohe Karlsschule en el palacio Solitude.
En 1744 ordenó que se descolgara y soterrara el cadáver de Joseph Süß Oppenheimer, que tras haber sido ahorcado en 1738 había quedado encerrado esos seis años en una jaula para escarmiento. 
El 10 de octubre de 1793, la Primera República Francesa se anexionaba una de sus posesiones, el Condado de Montbéliard. 
El 24 de octubre de 1793 murió en el palacio de Hohenheim - aún sin terminar - y fue sepultado en la cripta del Palacio de Ludwigsburg. Le sucedieron en el trono sus hermanos menores, Luis Eugenio y Federico Eugenio.

## Matrimonios y descendencia
En 1741 conoció a la margravina Isabel Federica Sofía de Brandeburgo-Bayreuth, hija del margrave Federico III de Brandeburgo-Bayreuth y sobrina del rey Federico II el Grande, con quien se casó en 1748. Este matrimonio no duró mucho y en otoño de 1756, la duquesa Isabel Federica volvió a la corte de sus padres en Bayreuth. De este matrimonio nació una única hija, Federica Guillermina Augusta Luisa Carlota (1750-1751). 
El duque tuvo diversas amantes, algunas de las cuales vivieron a su lado varios años. En 1771, conoció a la baronesa casada Francisca Leutrum de Ertingen (1748-1811), que también se convirtió en su amante y con quien contrajo matrimonio morganático en 1785 tras la muerte de su esposa, Isabel Federica. Con sus amantes procreó en total 77 hijos ilegítimos.